# هنری لمان
هنری لمان (آلمانی: Henry Lehman؛ ۱۸۲۲ – ۱۷ نوامبر ۱۸۵۵ (سن ۳۳ سال)) یک بازرگان، و بانک‌دار یهودی اهل آلمان بود. بیشتر معروفیت او به خاطر تأسیس مؤسسه مالی برادران لمان بود که در سال ۲۰۰۸ اعلام ورشکستگی کرد.

## زندگینامه
لمان به نام حییم لمان در یک خانواده یهودی متولد شد. پدر او آبراهام لمان نام داشت که فروشنده گوسفند در نزدیکی شهر ورزبرگ بود. در سال ۱۸۴۴ لهمان به ایالات متحده مهاجرت کرد و نام خود را به هنری لهمان تغییر داد. او در آلاباما ساکن شد و یک مغازه فروش مواد غذایی به نام اچ. لهمان باز کرد. در سال ۱۸۴۷ برادر او به نام امانوئل لهمان به او ملحق شد. در سال ۱۸۵۰ کوچکترین برادر آنان میر لهمان نیز به ایالات متحده آمد و نام شرکت آنان به برادران لهمان تغییر کرد.
در این سالها کتان مهمترین تولید قسمتهای جنوبی ایالات متحده بود. با توجه به اینکه قیمت کتان در بقیه کشورهای دنیا بسیار بالاتر بود برادران لهمان تصمیم به صادرات کتان گرفتند. در چند سال فروش کتان به یکی از کارهای اصلی آنان تبدیل شد. در سال ۱۸۵۵ هنری لمان به تب زرد مبتلا شد و درگذشت. دو برادر دیگر او مقر شرکت را به شهر نیویورک منتقل کردند. به تدریج برادران لمان تبدیل به یک مؤسسه اقتصادی بسیار بزرگ شد و به مدت ۱۵۰ سال یکی از مهمترین موسسات اقتصادی ایالات متحده بود تا اینکه در سال ۲۰۰۸ اعلام ورشکستگی کرد.